# Prodida longiventris
Prodida longiventris är en spindelart som beskrevs av Raymond Comte de Dalmas 1919. Prodida longiventris ingår i släktet Prodida och familjen Prodidomidae.
Artens utbredningsområde är Filippinerna. Inga underarter finns listade i Catalogue of Life.